# 太乙宫街道
太乙宫街道，是中华人民共和国陕西省西安市长安区下辖的一个乡镇级行政单位。

## 行政区划
太乙宫街道下辖以下地区：
正街社区、四皓村、沙场村、黄岱湾村、上寨村、下寨村、西新庄村、牛家村、上湾村、下湾村、新街南村、新街北村、关家村、东升村、白家湾村、吴家沟村、温家山村、崔家河村、蛟峪山村、太乙村、杏园村、西岔村、正岔村和水湫池村。